# Forum arabe international des femmes
Le Forum arabe international des femmes (Arab International Women's Forum ou AIWF) est une organisation basée à Londres (Royaume-Uni), qui chapeaute 1 500 associations de 45 pays, situées sur six continents.

## Histoire
L'Organisation est fondée à Londres, en 2001, par Haïfa Fahoum Al Kaylani. 

## Projet
L'objectif principal de du forum international arabe des femmes est de promouvoir les droits des femmes, pour arriver à une égalité juridique et sociale avec les hommes. C'est notamment par le développement de l’éducation féminine, de l'accès des femmes aux cursus universitaires et aux nouvelles technologies qu'elle œuvre à ce projet. Il met en avant les femmes ayant réussi, notamment dans le monde des affaires.
Ce travail s'ancre dans le développement récent de la féminisation de la société dans le monde arabe. En effet, un nombre important de femmes ont accédé depuis plusieurs années à des postes à responsabilité, dans les domaines politiques, diplomatiques et économiques. Ainsi, tous les pays du monde arabe comptent au moins une femme ministre (comme Habiba Zéhi Ben Romdhane, ministre de la Santé en Tunisie et Kaoukab al-Sabah Dayyeh, ministre de l'Environnement en Syrie)  et beaucoup ont légiféré sur l’égalité entre hommes et femmes dans la vie politique locale et nationale. Aussi, par exemple, on compte par exemple 40 % de femmes médecins et 70 % de femmes pharmaciennes en Tunisie, on compte aussi 31 % de femmes sur le total des postes administratifs en Égypte ; enfin, en 2007, 70 % des élèves diplômés universitaires étaient des femmes, dans la globalité du monde arabe. Néanmoins, de graves disparités subsistent : elles ne sont que 6,5 % dans le système étatique (contre 15,7 % en moyenne dans le monde) et entre 25 et 30 % de salariées actives (contre 45 % en moyenne dans le monde). C'est dans l'optique de davantage d'accès au femmes au salariat et aux hauts postes que l'Organisation agit donc.